# Unterseeboot 569
L'Unterseeboot 569 ou U-569 est un sous-marin allemand (U-Boot) de type VIIC utilisé par la Kriegsmarine pendant la Seconde Guerre mondiale.
Le sous-marin fut commandé le 24 octobre 1939 à Hambourg (Blohm & Voss), sa quille fut posée le 21 mai 1940, il fut lancé le 20 mars 1941 et mis en service le 8 mai 1941, sous le commandement du Kapitänleutnant Hans-Peter Hinsch.
Il fut sabordé dans l'Atlantique Nord par son équipage en mai 1943, après avoir été endommagé par deux Avengers.

## Conception
Unterseeboot type VII, l'U-569 avait un déplacement de 769 tonnes en surface et 871 tonnes en plongée. Il avait une longueur totale de 67,10 m, un maître-bau de 6,20 m, une hauteur de 9,60 m et un tirant d'eau de 4,74 m. Le sous-marin était propulsé par deux hélices de 1,23 m, deux moteurs diesel Germaniawerft M6V 40/46 de 6 cylindres en ligne de 1 400 cv à 470 tr/min, produisant un total de 2 060 à 2 350 kW en surface et de deux moteurs électriques BBC GG UB 720/8 de 375 cv à 295 tr/min, produisant un total 550 kW, en plongée. Le sous-marin avait une vitesse en surface de 17,7 nœuds (32,8 km/h) et une vitesse de 7,6 nœuds (14,1 km/h) en plongée. Immergé, il avait un rayon d'action de 80 milles marins (150 km) à 4 nœuds (7,4 km/h; 4,6 milles par heure) et pouvait atteindre une profondeur de 230 m. En surface son rayon d'action était de 8 500 milles nautiques (soit 15 700 km) à 10 nœuds (19 km/h).
L'U-569 était équipé de cinq tubes lance-torpilles de 53,3 cm (quatre montés à l'avant et un à l'arrière) qui contenait quatorze torpilles. Il était équipé d'un canon de 8,8 cm SK C/35 (220 coups) et d'un canon antiaérien de 20 mm Flak. Il pouvait transporter 26 mines TMA ou 39 mines TMB. Son équipage comprenait 4 officiers et 40 à 56 sous-mariniers.

## Historique
Il reçut sa formation de base au sein de la 3. Unterseebootsflottille jusqu'au 1er août 1941, puis il intégra sa formation de combat dans cette même flottille.
Sa première patrouille au départ de Trondheim le 11 août 1941, le conduit à naviguer dans l'Atlantique Nord entre l'Islande et les îles Féroé. Participant à l'attaque d'un convoi, il est contraint d'interrompre son action à cause de pannes mécaniques. Il rentra à Saint-Nazaire, en France occupée le 21 septembre.
Il quitta Saint-Nazaire le 12 octobre 1941, l'U-569 navigua au large de la côte de Terre-Neuve-et-Labrador. Le sous-marin rejoignit le groupe Schlagetot, le 28 octobre, au sud du Groenland, mais ne rencontra pas de succès. Il retourna à la base française le 12 novembre.
Le 10 décembre, il quitta la base pour être affecté en Méditerranée. Dans la nuit du 16 au 17 décembre, l'U-569 s'apprête à passer le détroit de Gibraltar lorsqu'il est attaqué par un Swordish du Sqn 812 qui lui lance des charges de profondeur. Le submersible, endommagé,  rentre à Saint-Nazaire.
Lors de sa quatrième sortie qui commença le 26 février 1942, l'U-569 patrouilla dans une zone située à l'ouest des îles Féroé et des Hébrides. Le 8 mars, il envoya par le fond un navire britannique au sud-ouest des Féroé.
À partir du 11 mars 1942, l'U-135, l'U-553, l'U-569 et l'U-701 furent mis sous le contrôle du Commandement de la Marine du Nord. Ils formèrent le groupe York et se mirent en attente entre les Shetland et les Féroé pour surveiller le passage des navires de guerre britanniques signalés au Nord-Est des Féroé, le 10 avril 1942. Après avoir attendu en vain pendant deux semaines, les U-Boote reçurent l'ordre de rentrer à leurs bases.
Dans l'après-midi du 11 juin 1942, au nord-est de Saint-Jean de Terre-Neuve, l'U-569 tira deux torpilles sur le bâtiment britannique Pontypridd, du convoi ONS-100, qu'il endommage puis coule trois heures plus tard. Le Pontypridd est touché d'abord par l' U-569 à 14 h 55, par l'U-94 à 16 h 6, puis coulé à 17 h 7 par le U-569.
Le sous-marin est attaqué par la corvette norvégienne HMS Potentilla le 25 août 1942. Lors de sa sixième patrouille, plusieurs convois sont trouvés ; à chaque fois, le mauvais temps empêche toute attaque. Il rentre à La Rochelle (La Pallice).
Lors de sa septième patrouille, l'U-569 participe à des recherches de convois mais une bonne couverture aérienne ou une mauvaise météo provoque l'annulation des opérations.
Le 7 février 1943, il quitte La Pallice pour une zone située près de Gibraltar. L'U-569 rejoint le groupe Rochen à l'attaque du convoi UC-1 à l'ouest de Madère.
Le soir du 23 février 1943, l'U-569 tire une gerbe de trois torpilles, sans résultat. Repéré, il est attaqué par les navires d'escorte du convoi et sérieusement endommagé. Le convoi est poursuivi jusqu'au 27 février, avec comme résultats : trois pétroliers coulés et deux endommagés. Le sous-marin est ravitaillé par l'U-461 pour le retour vers La Pallice, le 13 mars.
En quête infructueuse d'autres convois, l'U-569 fut ravitaillé par l'U-459 pour rejoindre d'autres meutes de loups dans le centre de l'Atlantique.
Le 21 mai 1943 au soir, l'U-569 signale un convoi, probablement le ON-184. Dans l'après-midi du 22 mai, alors qu'il poursuit des navires ennemis, il est repéré par un Avenger du VC-9 embarqué sur l'USS Bogue. L'avion lance quatre charges de profondeur lorsque le sous-marin plonge. Lorsqu'il fait surface, un autre Avenger l'attaque de nouveau avec quatre charges de profondeur. Le bateau avec un angle anormalement important.
L'équipage abandonne le bateau ; la houle se leve. Le HMCS St. Laurent étant prêt à recueillir des rescapés, l'ingénieur du sous-marin ouvre les purges et l'U-569 coule à la position 50° 40′ N, 35° 21′ O, avant même que l'équipage puisse complètement rejoindre le St Laurent. Il est le premier U-Boot à être coulé par des avions venant d'un porte-avions d'escorte.
Vingt-et-un membres d'équipage sont portés disparus et vingt-cinq sous-mariniers deviennent des prisonniers de guerre.

## Commandement
- Kapitänleutnant Hans-Peter Hinsch du 8 mai 1941 au 6 février 1943.
- Oberleutnant zur See Hans Johannsen du 6 février 1943 au 22 mai 1943.

## Affectations
- 3. Unterseebootsflottille du 8 mai 1941 au 1er août 1941 (Période de formation).
- 3. Unterseebootsflottille du 1er août 1941 au 22 mai 1943 (Unité combattante).

## Patrouilles
|       | Commandant               | Départ           | Départ      | Arrivée           | Arrivée     | Jours     | Succès  |
| ----- | ------------------------ | ---------------- | ----------- | ----------------- | ----------- | --------- | ------- |
| 1     | Oblt. Hans-Peter Hinsch  | 11 août 1941     | Trondheim   | 21 septembre 1941 | St. Nazaire | 42 jours  |         |
| 2     | Oblt. Hans-Peter Hinsch  | 12 octobre 1941  | St. Nazaire | 12 novembre 1941  | St. Nazaire | 32 jours  |         |
| 3     | Oblt. Hans-Peter Hinsch  | 10 décembre 1941 | St. Nazaire | 23 décembre 1941  | St. Nazaire | 14 jours  |         |
| 4     | Oblt. Hans-Peter Hinsch  | 26 février 1942  | St. Nazaire | 2 avril 1942      | La Pallice  | 36 jours  | 984     |
| 5     | Kptlt. Hans-Peter Hinsch | 4 mai 1942       | La Pallice  | 28 juin 1942      | La Pallice  | 56 jours  | 4 458   |
| 6     | Kptlt. Hans-Peter Hinsch | 4 août 1942      | La Pallice  | 8 octobre 1942    | La Pallice  | 66 jours  |         |
| 7     | Kptlt. Hans-Peter Hinsch | 25 novembre 1942 | La Pallice  | 28 décembre 1942  | La Pallice  | 34 jours  |         |
| 8     | Oblt. Hans Johannsen     | 7 février 1943   | La Pallice  | 13 mars 1943      | La Pallice  | 35 jours  |         |
| 9     | Oblt. Hans Johannsen     | 19 avril 1943    | La Pallice  | 22 mai 1943       | Coulé       | 34 jours  |         |
| Total | Total                    | Total            | Total       | Total             | Total       | 349 jours | 5 442 t |

Note : Oblt. = Oberleutnant zur See - Kptlt. = Kapitänleutnant

### Opérations Wolfpack
L'U-569 opéra avec les Wolfpacks (meute de loups) durant sa carrière opérationnelle.
- Grönland (14-27 août 1941)
- Markgraf (27 août – 16 septembre 1941)
- Schlagetot (20 octobre – 1er novembre 1941)
- Raubritter (1-8 novembre 1941)
- Westwall (2-12 mars 1942)
- York (12-26 mars 1942)
- Hecht (8 mai – 18 juin 1942)
- Lohs (11 août – 21 septembre 1942)
- Draufgänger (1-11 décembre 1942)
- Ungestüm (11-22 décembre 1942)
- Robbe (16-26 février 1943)
- Amsel 3 (3-6 mai 1943)
- Rhein (7-10 mai 1943)
- Elbe 1 (10-14 mai 1943)
- Mosel (19-22 mai 1943)

## Navires coulés
L'U-569 coula 2 navires marchands totalisant 5 442 tonneaux au cours des 9 patrouilles (349 jours en mer) qu'il effectua.
| Date         | Nom        | Nationalité | Tonnage | Sort  |
| ------------ | ---------- | ----------- | ------- | ----- |
| 8 mars 1942  | Hengist    | Royaume-Uni | 984     | Coulé |
| 11 juin 1942 | Pontypridd | Royaume-Uni | 4 458   | Coulé |